# Юніон (округ, Джорджія)
Шаблон:StateAbbr_ 34°50′ пн. ш. 83°59′ зх. д. / 34.83° пн. ш. 83.99° зх. д.
Округ  Юніон (англ. Union County) — округ (графство) у штаті  Джорджія, США. Ідентифікатор округу 13291.

## Демографія
За даними перепису 
2000 року 
загальне населення округу становило 17289 осіб, усе сільське.
Серед мешканців округу чоловіків було 8497, а жінок — 8792. В окрузі було 7159 домогосподарств, 5209 родин, які мешкали в 10001 будинках.
Середній розмір родини становив 2,77.
Віковий розподіл населення поданий у таблиці:
| Стать    | До 15 років | 15-21 | 22-29 | 30-39 | 40-49 | 50-65 | 65-85 | Понад 85 |
| -------- | ----------- | ----- | ----- | ----- | ----- | ----- | ----- | -------- |
| Чоловіки | 1458        | 701   | 682   | 1022  | 1189  | 1718  | 1600  | 127      |
| Жінки    | 1391        | 618   | 610   | 1015  | 1206  | 1951  | 1742  | 259      |

## Історія
Округ Юніон заснований в 1832 році.

## Суміжні округи
- Черокі, Північна Кароліна — північ
- Клей, Північна Кароліна — північний схід
- Таунс — схід
- Вайт — південний схід
- Лампкін — південь
- Феннін — захід

## Виноски
1. ↑  U.S. Decennial Census. United States Census Bureau. Процитовано 26 червня 2014.
2. ↑  Historical Census Browser. University of Virginia Library. Архів оригіналу за 11 серпня 2012. Процитовано 26 червня 2014.
3. ↑  Population of Counties by Decennial Census: 1900 to 1990. United States Census Bureau. Процитовано 26 червня 2014.
4. ↑  Census 2000 PHC-T-4. Ranking Tables for Counties: 1990 and 2000 (PDF). United States Census Bureau. Процитовано 26 червня 2014.
5. ↑  State & County QuickFacts. United States Census Bureau. Архів оригіналу за 28 лютого 2016. Процитовано 18 лютого 2014.(англ.) Наведено за англійською вікіпедією.
6. ↑  American FactFinder. Бюро перепису населення США. Архів оригіналу за 26 лютого 2012. Процитовано 31 січня 2008. [Архівовано 2008-05-21 у Wayback Machine.]

| США | Це незавершена стаття з географії США. Ви можете допомогти проєкту, виправивши або дописавши її. |